# 보아 인 더 월드
《보아 인 더 월드》(BOA in the World)는 지스퀘어가 개발한 육성 시뮬레이션 게임이다. 후지쯔코리아가 2003년 1월 29일 출시하였다.
```
|제목     = 연예 육성시뮬레이션게임 '보아인더월드' 출시
|url      = 
https://news.naver.com/main/read.nhn?mode=LSD&mid=sec&sid1=105&oid=031&aid=0000017383

|출판사   = 아이뉴스24
|저자     = 국순신
|쪽       = 
|날짜 = 2003-01-29
|확인날짜 = 2009-03-19
```

}}
</ref> 이 게임은 출시 4개월 만에 3만여장이 팔렸고, 일본에 수출되기도 했다.

## 특징
해당 게임은 대한민국 가수 보아를 세계적인 스타로 성장시키는 게 목적이다. 게이머는 보아의 매니저의 역할을 맡으면서, 보아의 연예 스케줄을 관리한다. 게임의 진행을 통해 매니저의 성적이 올라가며, 이 성적을 통해 몇몇의 우수 사용자들은 공식 홈페이지에서 제공하는 아이템을 쉽게 제공 받았다.

## 같이 보기
- 보아

1. ↑  국순신 (2003년 6월 11일). “PC게임 '보아인더월드', 일본에 수출”. 아이뉴스24. 2009년 3월 19일에 확인함.